# Stefan Dürr

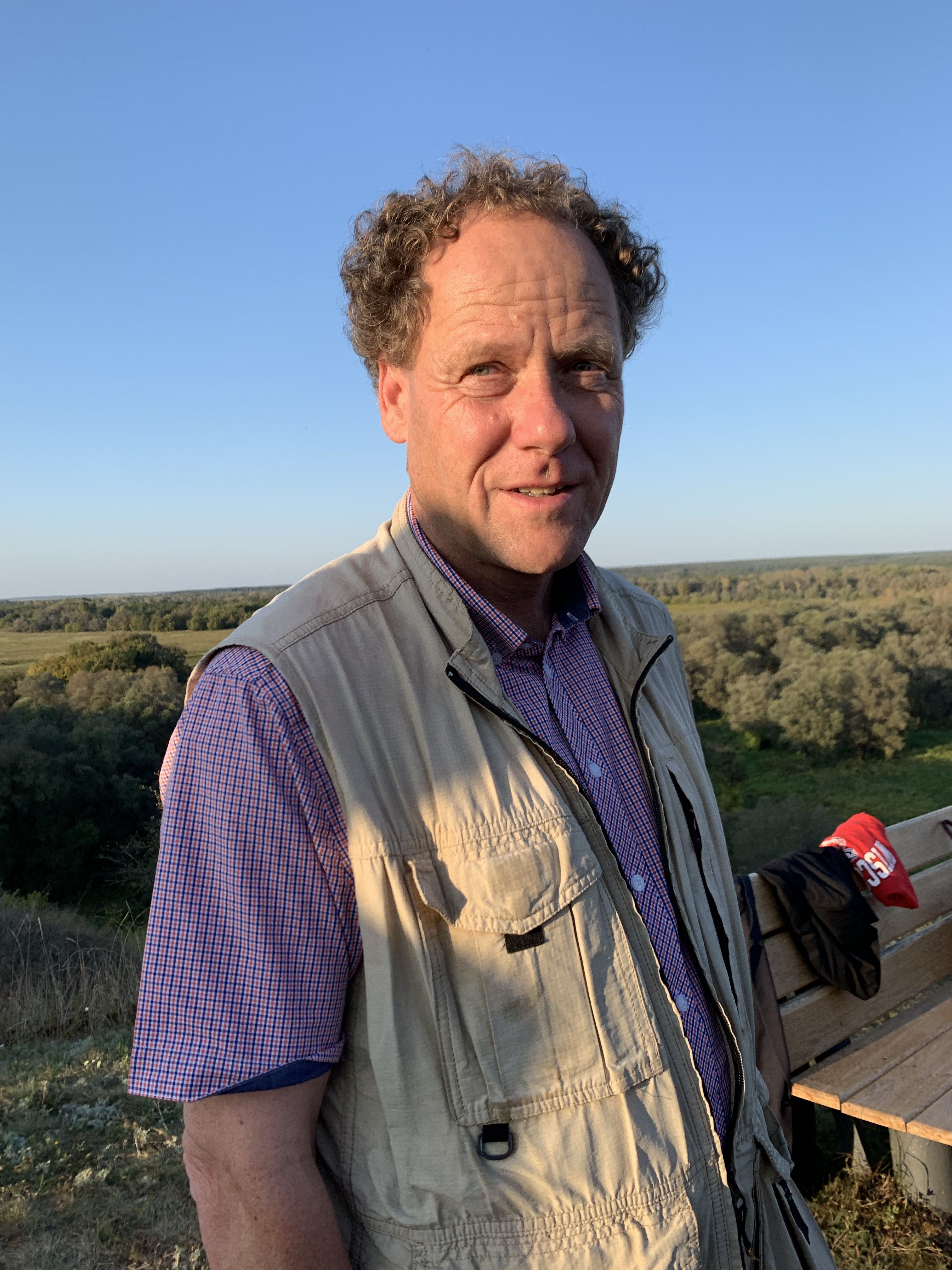
Stefan Dürr (2019)

Stefan Dürr (* 1964 in Eberbach) ist ein deutsch-russischer Landwirt und Landmaschinenhändler. Als Geschäftsführer der deutschen Holding Ekosem-Agrar gehört er zu den größten Agrarunternehmern in Russland.

## Leben
Geboren und aufgewachsen in Eberbach am Neckar, absolvierte Dürr eine landwirtschaftliche Berufsausbildung auf dem großväterlichen 14 Hektar großen Ackerbaubetrieb mit Gastwirtschaft. Danach folgte ein Diplom-Studium der Geoökologie an der Universität Bayreuth. Im Rahmen eines deutsch-russischen Praktikantenaustausches auf dem Agrarsektor 1989 war er einer der beiden ersten Praktikanten nach dem Ende des Kalten Krieges.
Mit den Erfahrungen aus dem Praktikum organisierte er im Auftrag der deutschen Botschaft in Moskau und bezahlt vom deutschen Landwirtschaftsministerium Reisen für deutsche Jungbauern nach Russland und für Vertreter der russischen Agrarverwaltung Ausflüge zu ostdeutschen Landwirtschaftsunternehmen. Sein Studium ruhte in dieser Zeit. Das großväterliche Erbe wurde 1988 unter den Familienmitgliedern geteilt und Hof und Gastwirtschaft verkauft. 1998 stieg er in den Handel mit Landmaschinen ein. 2003 erwarb er den ersten landwirtschaftlichen Betrieb in Russland.
Im Jahre 2009 wurde er mit dem Verdienstkreuz am Bande des Verdienstordens der Bundesrepublik Deutschland ausgezeichnet.
Mit Stand 1. September 2019 bewirtschaftete sein russisches Unternehmen Ekoniva mit 13.000 Angestellten 589.850 Hektar Land in der Oblast Woronesch. Der Viehbestand umfasst 170.712 Rinder, darunter 82.765 Milchkühe, die täglich 2133 Tonnen Milch produzieren. Ekoniva ist des Weiteren Marktführer im Landmaschinenhandel. Dürr beriet die Regierung der Russischen Föderation im Rahmen der Bodenreform – Privatisierung landwirtschaftlicher Flächen – und plädierte dafür, eine ungeordnete Privatisierung mit Oligarchen wie in der Industrie zu verhindern. Auf vielen in Russland verkauften Milchprodukten ist Dürrs Porträt abgebildet.
Etwas mehr als ein Jahr nach dem russischen Überfall auf die Ukraine schaltete Putin Mitte 2023 einen der beiden führenden Konkurrenten Dürrs auf dem russischen Milchmarkt, den multinationalen Lebensmittelkonzern Danone (neben Pepsi Cola), per Präsidentendekret aus und verdrängte Danone aus Russland, sodass Dürr seinem bereits 2019 angekündigten Ziel, den russischen Milchmarkt komplett zu beherrschen, kriegsbedingt einen großen Schritt näher kam.
Auf Vorschlag von Alexej Gordejew erhielt Dürr 2013 die russische Staatsbürgerschaft. Er trat zur russisch-orthodoxen Kirche über und wurde am 12. Oktober 2021 ins Kuratorium des Deutsch-Russischen Forums gewählt. Anfang 2025 erhielt er den russischen Orden der Freundschaft.
Stefan Dürr ist mit einer Russin verheiratet und Vater von vier Kindern. Er lebt und arbeitet seit den 1990er Jahren ständig in Russland.

## Auszeichnungen

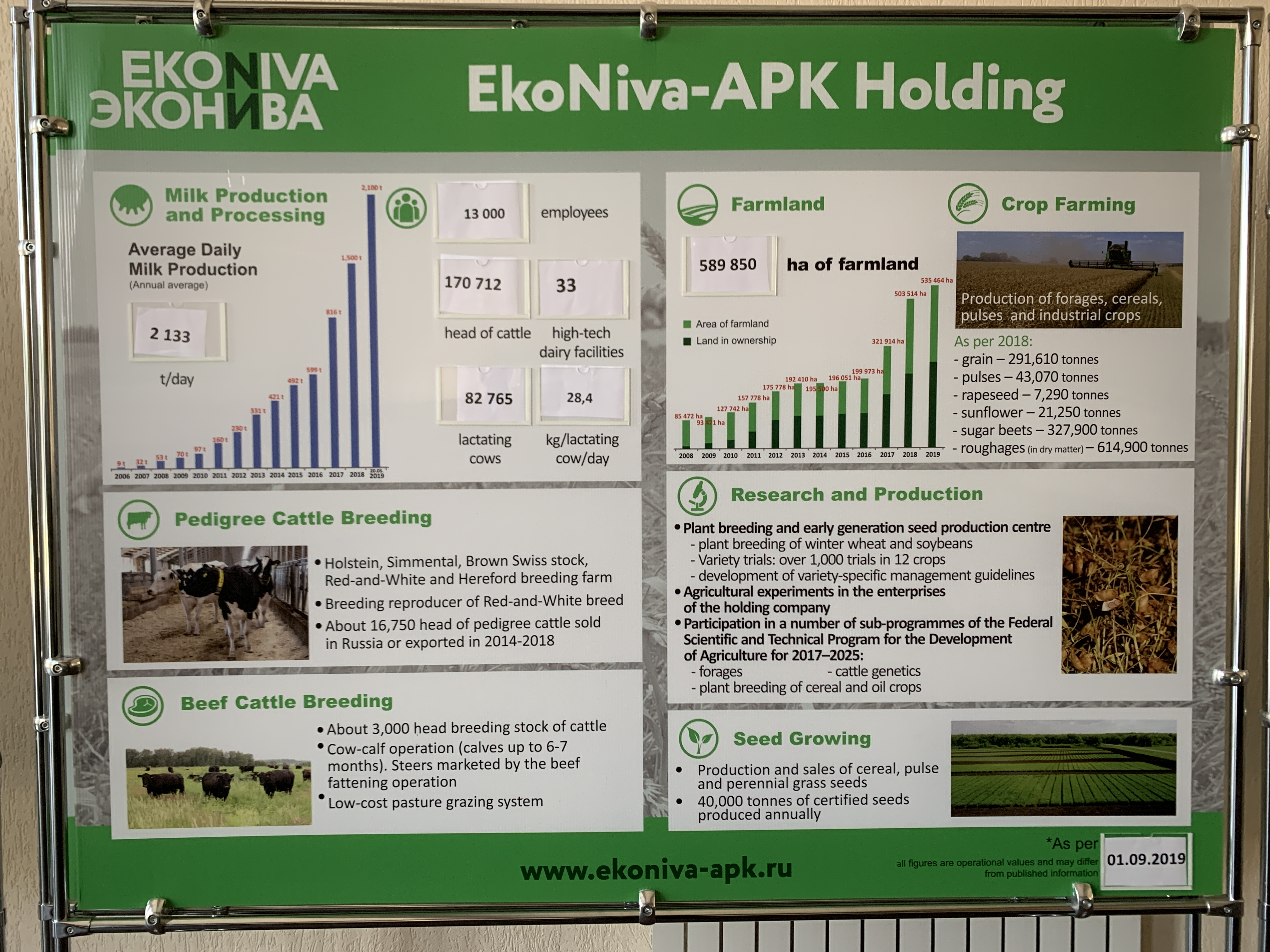
Unternehmenszahlen (2019)

- Pjotr-Stolpin-Nationalpreis (2007), siehe Pjotr Arkadjewitsch Stolypin
- Verdienstkreuzes am Bande des Verdienstordens der Bundesrepublik Deutschland (2009)
- Dr. Friedrich Joseph Haass-Preis (2019)[9], siehe Friedrich Joseph Haass
- Orden der Freundschaft (russisch Орден Дружбы) (2025)[6]